# Ōmura Yoshiaki
Ōmura Yoshiaki (大村喜前?   1568 - 1615) fue un daimyō del período Azuchi-Momoyama a comienzos del periodo Edo de la historia de Japón. 
Yoshiaki fue hijo de Ōmura Sumitada, el primer daimyō convertido al catolicismo. Yoshiaki participó durante las invasiones japonesas a Corea promovidas por Toyotomi Hideyoshi bajo el mando de Konishi Yukinaga.
Durante la batalla de Sekigahara peleó en el bando de Ishida Mitsunari, quien se oponía a Tokugawa Ieyasu. Después de la derrota en dicha batalla, el feudo le fue quitado.
Falleció en 1615.